# Џон Л. Хенеси
Џон Лирој Хенеси (енгл. John Leroy Hennessy; Ханингтон, 22. септембар 1952) је амерички научник из области рачунарства који је 2017. године, заједно са Дејвидом Патерсоном, добио Тјурингову награду.